# Spicy
Spicy è un singolo del rapper statunitense Ty Dolla Sign pubblicato il 21 ottobre 2020 come quarto estratto dall'album in studio del 2020 Featuring Ty Dolla Sign.

## Descrizione
Il singolo vede la collaborazione con Post Malone. I due avevano precedentemente collaborato nel singolo Psycho. Il singolo ha debuttato nella classifica statunitense il 7 novembre alla posizione numero 53.

## Tracce
Download digitale
1. Spicy (feat. Post Malone) – 2:24

Download digitale
1. Spicy (feat. Post Malone, J Balvin, YG, Tyga) – 3:41

## Classifiche
| Classifica (2020) | Posizione massima |
| ----------------- | ----------------- |
| Romania           | 94                |
| Stati Uniti       | 53                |